# Paul Tortelier

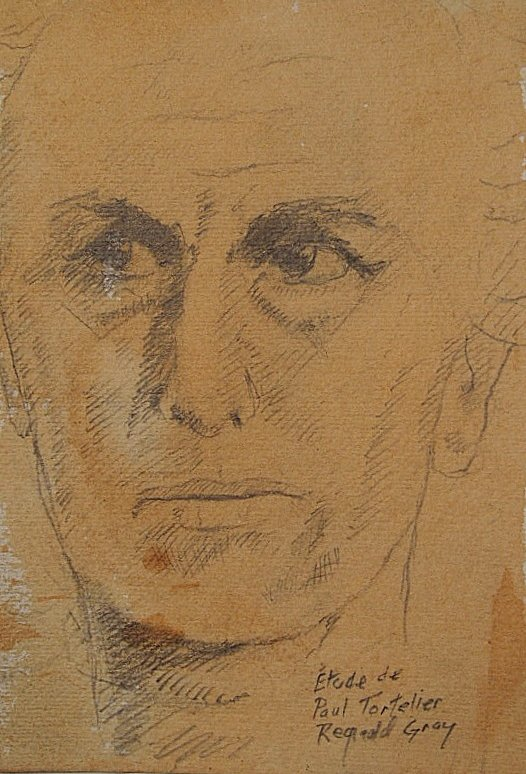
Étude de Paul Tortelier par Reginald Gray.

Paul Tortelier, né le 21 mars 1914 à Paris et mort le 18 décembre 1990 à Chaussy, est un violoncelliste français réputé pour ses interprétations autant que pour ses qualités de pédagogue.

## Biographie
Tortelier est encouragé dès son plus jeune âge par ses parents à entreprendre l'étude du violoncelle qu'il étudie avec Béatrice Bluhm. Son père, d'origine bretonne, menuisier de métier, jouait du violon et de la mandoline. Sa mère adorait le violoncelle et voulait faire de son fils un violoncelliste. Enfant doué, il entre à douze ans au Conservatoire de Paris dans la classe de Louis Feuillard puis de Gérard Hekking qui sera son véritable maître. Il obtient un premier prix quatre ans plus tard, à l'âge de 16 ans, et passe ensuite trois ans à apprendre l'harmonie avec Jean Gallon, apprentissage d'ailleurs couronné par l'obtention du premier prix d'harmonie en 1935. Un de ses condisciples de la classe d'harmonie se nomme Henri Dutilleux qui deviendra un ami proche de Tortelier.
Il entre par la suite dans l'orchestre Lamoureux avec lequel il se produit pour la première fois en soliste dans le Concerto pour violoncelle de Lalo. De 1935 à 1937, il fait partie de l'Orchestre philharmonique de Monte-Carlo qui est à l'époque dirigé par Arturo Toscanini et Bruno Walter. Richard Strauss vient diriger à Monte-Carlo son poème symphonique Don Quichotte et c'est Tortelier qui joue la partie de violoncelle solo. Depuis lors, le nom de Tortelier est étroitement associé à cette œuvre ; il en donnera d'ailleurs au cours de sa vie de nombreuses représentations et enregistrements. En 1937, invité par Serge Koussevitzky, il rejoint l'Orchestre symphonique de Boston comme 3e violoncelliste solo. En 1939 il revient en France. Entre 1941 et 1944, il fait partie du Grand Orchestre de Radio Paris. Il est pendant deux ans (1945-1946) premier soliste à la Société des concerts du Conservatoire.
Ami, admirateur et disciple de Pablo Casals tout à la fois, il est invité par celui-ci en 1950 à être le principal violoncelliste du premier festival de Prades, pour la célébration du 200e anniversaire de la mort de Bach. Cela contribue à le faire connaître et sa carrière de concertiste s'affirme. Tortelier, invité alors par de nombreux orchestres se produit sur les scènes du monde entier.
En 1952 Paul Tortelier participe à une tournée Jeunesses Musicales Canada.
Tout au long de sa carrière, il s'est produit régulièrement avec sa femme violoncelliste, Maud Martin (1926-2015), ainsi qu'avec ses trois enfants : Maria de la Pau (pianiste), Yan Pascal (violoniste) et Pomone (violoncelliste, devenue plus tard flûtiste et chanteuse).

### Techniques de violoncelle
Paul Tortelier est par ailleurs l'inventeur d'une position particulière du violoncelle qu'il tenait presque horizontalement. Cette position est obtenue à l'aide d'une pique coudée appelée « pique Tortelier ».

### Le professeur
Grand pédagogue, Paul Tortelier devient en 1956 professeur au Conservatoire de Paris. Il quitte en 1969 le Conservatoire pour la Folkwanghochschule d'Essen où il reste jusqu'en 1975, puis pour le conservatoire de Nice de 1978 à 1980. En 1955, il fait ses débuts télévisés à la BBC accompagné par le pianiste Ernest Lush. Puis il donne pour la télévision britannique une série de master-classes qui obtient un grand succès, en 1964, 1974 et 1987. Il est également en 1980 le premier occidental à être nommé professeur honoraire au Conservatoire de Pékin. Ses dernières prestations télévisées eurent lieu en 1989.
Il meurt le 18 décembre 1990, terrassé par une crise cardiaque au château de Villarceaux à Chaussy (Val d’Oise) alors qu’il donnait un cours à une douzaine de jeunes musiciens. Il avait 76 ans.

Il a fait l'objet d'un documentaire réalisé en 1989 par le Suisse Peter Ammann "Le Violoncelle Enchanté", et un de ses derniers récitals Bach au Festival de Prades 1990 a été édité en DVD par le label VAI.
Plus récemment, la BBC a conçu à l'occasion du centenaire de sa naissance un documentaire spécial sur ses trente-cinq ans de prestations télévisées en Angleterre.
Il aura notamment eu comme élèves Aleth Lamasse, Anne Gastinel, Jacqueline du Pré, Gérard Le Feuvre, Philippe Muller, Michel Strauss, Georg Pedersen, Hege Waldeland, Stefan Metz, Arto Noras, Frieder Lenz, Melissa Phelps, Jean Decroos, Aisling Drury-Byrne, Gerhard Mantel, Solen Dikener, Raphaël Sommer, Renaud Fontanarosa et Jacques Bernaert.

### La famille Tortelier
La musique chez Paul Tortelier se faisait en famille : sa femme Maud Martin, épousée en 1946, était également violoncelliste : elle avait étudié au CNSM avec Pierre Fournier, Maurice Maréchal et Joseph Calvet et jouait avec lui dans les œuvres qui requéraient deux violoncelles. Et il avait insufflé à ses enfants la passion de la musique : son fils Yan-Pascal est aujourd'hui un chef d'orchestre réputé, sa fille aîné Maria de la Pau (née à Prades le 13 mai 1950 et filleule de Pau Casals) pianiste concertiste et la troisième, Pomone, flûtiste. Paul Tortelier a notamment créé en 1977 avec sa fille aîné Maria de la Pau et son fils Yan-Pascal (violon) le Trio en ut mineur d’Edvard Grieg. Maxime, fils de Yan-Pascal, est chef d'orchestre.
Bien que catholique, Tortelier a été enthousiasmé par la création d'Israël et a passé à partir de 1955 un an avec sa femme et ses enfants dans un kibboutz, Mabaroth, en Israël. Son expérience israélienne lui inspirera d'ailleurs l'écriture d'une symphonie, la Symphonie d’Israël (1956).

### Le compositeur
Paul Tortelier, en plus de son activité de violoncelliste, a eu également une activité notable de compositeur. Ses œuvres sont pour la plupart consacrées à son instrument. Ainsi, on lui doit deux concertos pour violoncelle, un concerto pour piano (1955), un concerto pour deux violoncelles et orchestre (qu'il jouait avec sa femme), des duos pour deux violoncelles (1954), une suite pour violoncelle seul en ré mineur (1944-1955), deux sonates pour violoncelle et piano, des variations pour violoncelle et orchestre intitulées Puisse la musique sauver la paix ainsi que de nombreux hymnes à la paix qui dénotent bien l'humanisme dont Tortelier était porteur. Lors de la masterclass donnée à La Chaux-de-Fonds, Suisse en 1987, il fit jouer à 24 violoncelles son hymne à la paix Le Grand Drapeau lors du concert final au Locle. Il donna avec enthousiasme la permission que cet hymne soit traduit en espéranto, ce qui fut fait.
Il est également l'auteur d'un livre : How I Play, How I Teach (« Comment je joue, comment j'enseigne ») publié chez Chester à Londres en 1973.

## Discographie sélective
Edward Elgar, Concerto pour violoncelle en Mi mineur op.85, Paul Tortelier, violoncelle, BBC Symphony Orchestra, dir. Malcolm Sargent. 1953. Les indispensables de Diapason 2021
Edward Elgar, Concerto pour violoncelle en Mi mineur op.85, Paul Tortelier, violoncelle, BBC Symphony Orchestra, dir. Sir Adrian Boult. Live 1971. BBC Legends.
Debussy, Sonate pour violoncelle et piano en ré mineur avec Ernest Lush (piano). 1947, BBC Legends.

## Hommages
Dans le 17e arrondissement de Paris, une plaque (placée sur la façade du 16 rue Cardinet) rappelle que Paul Tortelier a vécu de 1941 à 1971 au 14 rue Léon Cogniet, et une place lui rend hommage depuis 2003 près de la porte d'Asnières.

## Sources
- Marc Vignal, Dictionnaire de la Musique, éditions Larousse.
- Article Paul Tortelier par Alain Pâris de l'Encyclopédie Universalis.